# Xanadú

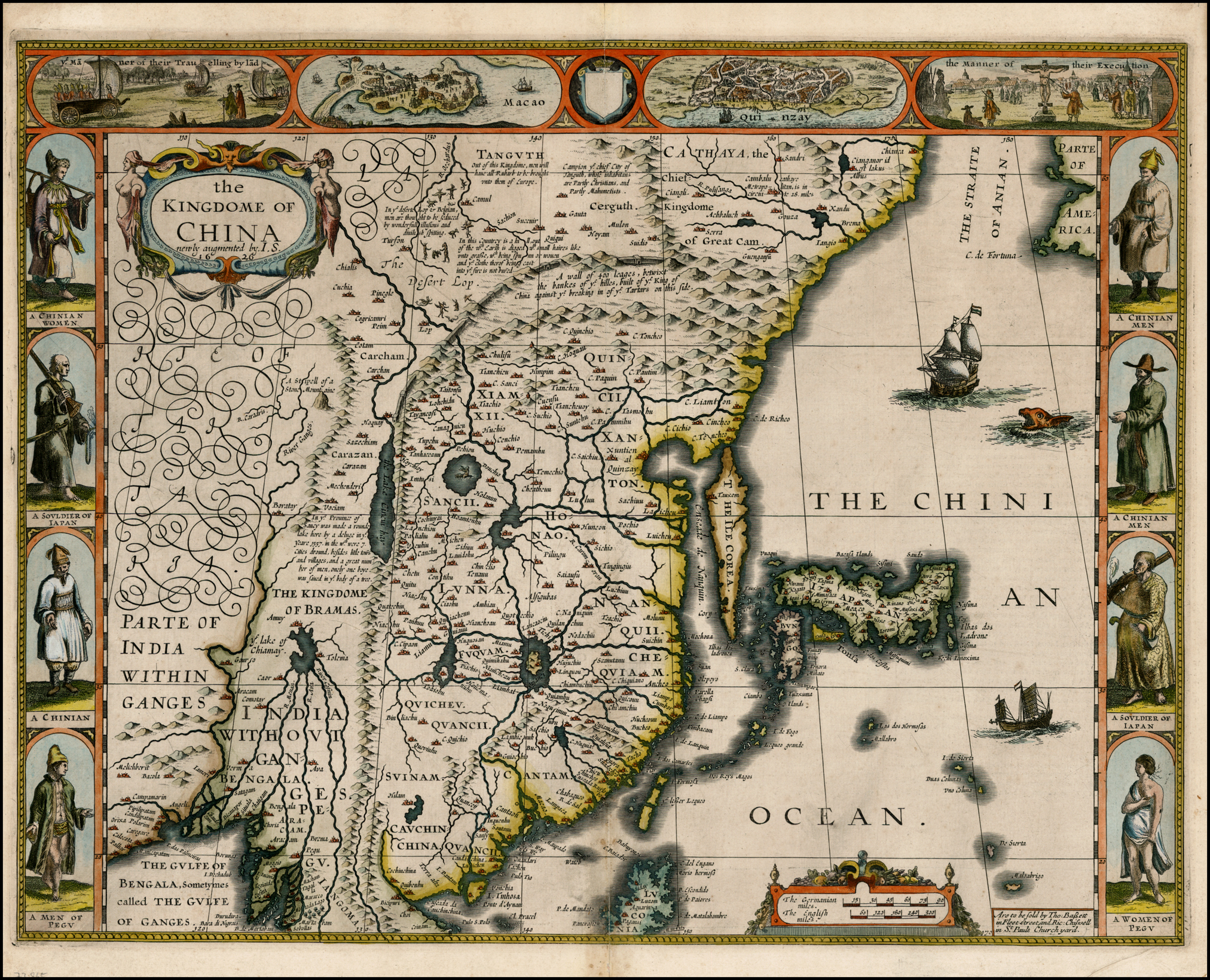
Aunque Matteo Ricci y Bento de Góis ya habían demostrado que Cathay es simplemente otro nombre para China, el cartógrafo inglés John Speed en 1626 continuó con la tradición de mostrar Cathaya, el Reino jefe del gran kan al noreste de China. En su mapa, colocó Xandu al este de la metrópolis de Cathayan como Cambalu

Xanadú, Xanadu, Zanadu o Shangdu (Shàngdū en pinyin) era la capital de verano del Imperio mongol de Kublai Kan, imperio que ocupaba gran parte de Asia. Hallazgos arqueológicos concluyen que la ciudad estaba situada en la actual provincia de Mongolia Interior, en China. La ciudad tenía tres partes: la «ciudad exterior», la «ciudad interior» y el palacio, donde Kublai Kan permanecía en verano. Se cree que el palacio de Xanadú era la mitad de grande que la Ciudad Prohibida, en Pekín. Los restos modernos más visibles son las murallas en tierra, así como la plataforma circular de ladrillo en el centro de la ciudad interior.
En 2012, la UNESCO declaró el sitio histórico de Xanadú como parte del Patrimonio de la Humanidad.

## Significado
Los kanes mongoles abrieron el imperio a los viajeros occidentales, permitiendo a exploradores como el veneciano Marco Polo (que la visitó en 1275) comunicar las maravillas de oriente a los europeos.
Xanadú se ha convertido en una metáfora de la opulencia, gracias sobre todo al poema Kubla Khan de Samuel Taylor Coleridge que comienza con estos versos:
| In Xanadu did Kubla Khan           | En Xanadú hizo Kubla Khan                            |
| A stately pleasure-dome decree;    | construir una maravillosa cúpula del placer;         |
| Where Alph, the sacred river, ran  | Donde Alf, el río sagrado, corría                    |
| Through caverns measureless to man | A través de cavernas inconmensurables para el hombre |
| Down to a sunless sea.             | Bajando hacia un mar sin sol.                        |